# Луї Месньє
Луї Месньє (фр. Louis Mesnier, 15 грудня 1884 — 10 жовтня 1921) — французький футболіст, що грав на позиції нападника за «СА Парі» та національну збірну Франції.

## Клубна кар'єра
У дорослому футболі дебютував 1904 року виступами за команду «СА Парі», кольори якої і захищав протягом усієї своєї кар'єри гравця, що тривала сімнадцять років. 1920 року виборов титул володаря Кубка Франції.

## Виступи за збірну
1904 року дебютував в офіційних матчах у складі національної збірної Франції.
Загалом протягом кар'єри в національній команді, яка тривала 10 років, провів у її формі 14 матчів, забивши 6 голів.
Помер 10 жовтня 1921 року на 37-му році життя.
| Дата       | Місто            | Господарі  | Результат | Гості     | Турнір           | Голи | Примітки |
| ---------- | ---------------- | ---------- | --------- | --------- | ---------------- | ---- | -------- |
| 01/05/1904 | Брюссель         | Бельгія    | 3 – 3     | Франція   | товариський матч | 1    |          |
| 12/02/1905 | Париж            | Франція    | 1 – 0     | Швейцарія | товариський матч | -    |          |
| 07/05/1905 | Брюссель         | Бельгія    | 7 – 0     | Франція   | товариський матч | -    |          |
| 22/04/1906 | Сен-Клу          | Франція    | 0 – 5     | Бельгія   | товариський матч | -    |          |
| 10/05/1908 | Роттердам        | Нідерланди | 4 – 1     | Франція   | товариський матч | -    |          |
| 23/03/1911 | Сент-Уан-сюр-Сен | Франція    | 0 – 3     | Англія    | товариський матч | -    |          |
| 09/04/1911 | Сент-Уан-сюр-Сен | Франція    | 2 – 2     | Італія    | товариський матч | -    |          |
| 23/04/1911 | Женева           | Швейцарія  | 5 – 2     | Франція   | товариський матч | 1    |          |
| 30/04/1911 | Брюссель         | Бельгія    | 7 – 1     | Франція   | товариський матч | -    |          |
| 23/12/1911 | Люксембург       | Люксембург | 1 – 4     | Франція   | товариський матч | 2    |          |
| 28/01/1912 | Сент-Уан-сюр-Сен | Франція    | 1 – 1     | Бельгія   | товариський матч | -    |          |
| 18/02/1912 | Сент-Уан-сюр-Сен | Франція    | 4 – 1     | Швейцарія | товариський матч | 1    |          |
| 17/03/1912 | Турин            | Італія     | 3 – 4     | Франція   | товариський матч | 1    |          |
| 12/01/1913 | Сент-Уан-сюр-Сен | Франція    | 1 – 0     | Італія    | товариський матч | -    |          |
| Усього     |                  | Матчів     | 14        |           | Голів            | 6    |          |

## Титули і досягнення
- Володар Кубка Франції (1):

«СА Парі»: 1920